# Wetterfrosch
Der Wetterfrosch ist ein Laubfrosch, dem in einer eigentlich nicht zutreffenden Weise unterstellt wird oder wurde, das Wetter vorhersagen zu können.

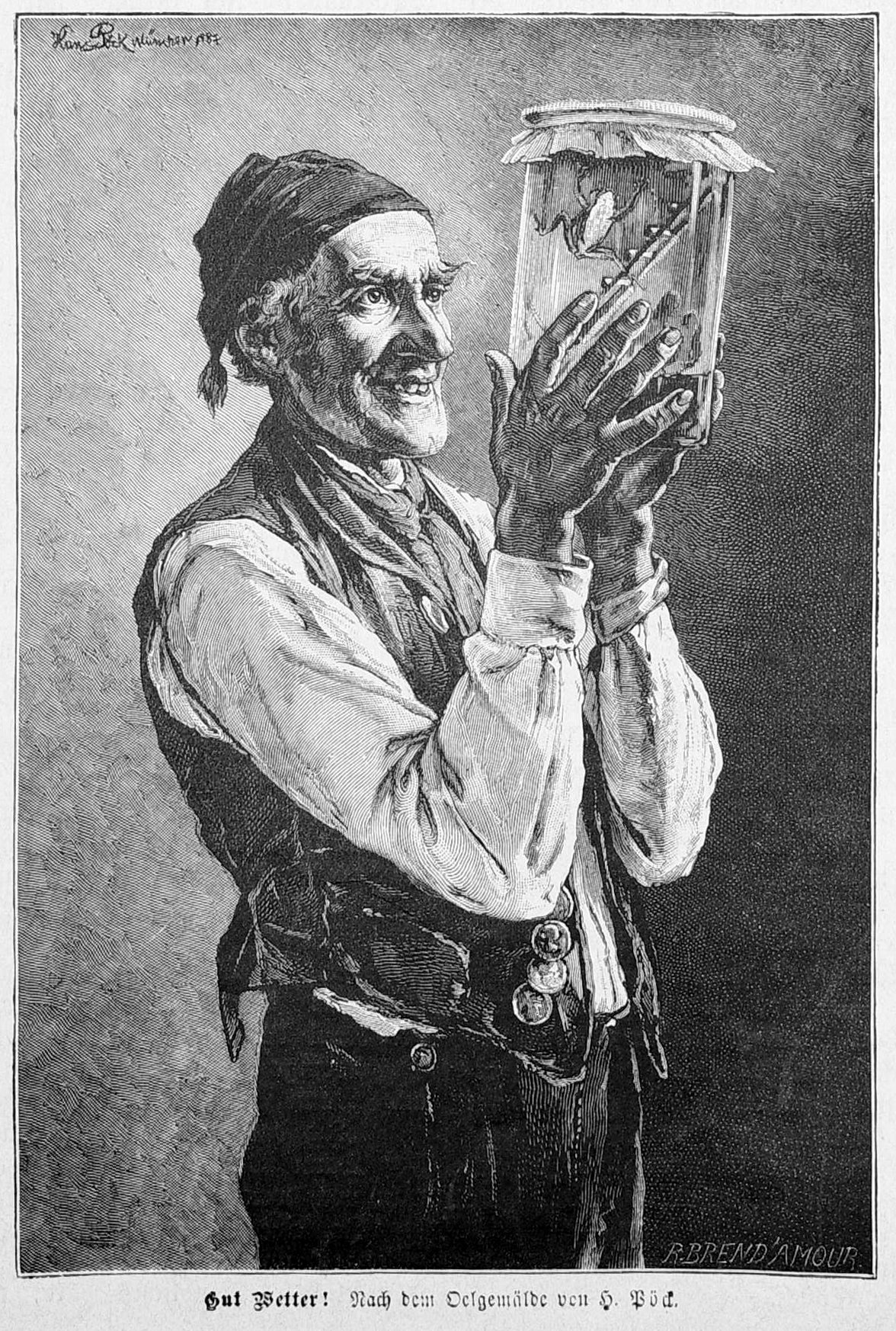
Wetterfrosch im Glas, Radierung nach einem Gemälde von Hans Pöck, aus Die Gartenlaube (1887)

Der Mythos vom Wetterfrosch geht auf die Beobachtung zurück, dass besonders Europäische Laubfrösche bei sonnigem Wetter an bodennahen Pflanzen hochklettern, wobei ihnen die spezielle Ausbildung ihrer Zehen dienlich ist. Dieses Verhalten ist damit zu erklären, dass bei warmem Wetter die Insekten, die als Nahrung dienen, höher fliegen als bei kaltem Wetter.
Aus diesem Verhalten heraus entstand die irrige Vorstellung, der Frosch könne das Wetter nicht nur anzeigen, sondern sogar vorhersagen. In früheren Zeiten sperrte man dazu die Frösche in Gläser, in denen sich eine kleine Leiter befand. Stieg der Frosch die Leiter nach oben, bedeutete das demnach trockenes Wetter, blieb er unten, war feuchtes Wetter anzunehmen. Diese „Wetterstation“ hat sich, ohne noch ernst genommen zu werden, bis heute als ein ausgeprägtes Klischee erhalten, das mit Humor genommen wird.
Wie in einer Folge der Dokumentarserie Strangest Things erwähnt wird, ist der Mythos außerhalb von Deutschland kaum bekannt.
In einer spöttischen Übertragung werden Meteorologen oder männliche Wettermoderatoren manchmal als Wetterfrösche bezeichnet, Wettermoderatorinnen im Medien-Fachjargon hingegen als Wetterfee.
Fähigkeiten der Wettervorhersage wurden auch Spinnen, Egeln (als sog. Sturmvorhersager) und Schwalben zugeschrieben, wobei der Glaube so weit ging, dass man aus bestimmten Beobachtungen der Tiere das Wetter in einer bestimmten Stunde über eine Woche später ableiten wollte.